# NGC 4116
NGC 4116 é uma galáxia espiral barrada (SBc) localizada na direcção da constelação de Virgo. Possui uma declinação de +02° 41' 28" e uma ascensão recta de 12 horas, 07 minutos e 37,0 segundos.
A galáxia NGC 4116 foi descoberta em 6 de Março de 1851 por William Parsons.